# Miss Lola
Miss Lola er en eksperimentalfilm fra 1990 instrueret af Knud Vesterskov og Ulrik Al Brask efter manuskript af Knud Vesterskov.

## Handling
Ganske upåvirket danser Miss Lola sig vej gennem Islams konfliktfyldte mystik, for i en kaskade af elektronisk manipulerede billeder fra filmhistoriens katakomber at nå frem til afslutningen af den trilogi, der påbegyndtes med "Johnny" og videreudvikledes i "A motherly peepshow".